# Râul Jidanul, Bicaz
- A nu se confunda cu râul Jidanul (Jiul de Vest) din bazinul hidrografic al râului Jiu.

Râul Jidanul sau Râul Capra sau Râul Jidanului este un curs de apă, al nouălea afluent de dreapta (din treisprezece) al râului Bicaz.

## Generalități
Râul Jidanul izvorăște din Munții Hășmaș și Masivul Ceahlău, se găsește integral în Județul Neamț, are opt afluenți semnificativi și trece prin două localități, Telec și Bicazu Ardelean, vărsându-se în emisarul său, râul Bicaz în dreptul localității Bicazu Ardelean.

## Afluenți
Cei opt afluenți semnificativi ai râului Jidanul (Bicaz) sunt,
- patru de stânga — (1) Valea Stânei, (2) Borvizu, (3) Pintecu, (4) Bistra și
- patru de dreapta — (1) Danciu, (2) Pârâul Radului, (2) Pârâul Toșorogului, (4) Telec.

## Harți
- Harta Munții Hășmaș  Arhivat în 26 iunie 2008, la Wayback Machine.
- Harta Munții Ceahlău  Arhivat în 28 iunie 2008, la Wayback Machine.